# مؤسسه بین‌المللی تحقیقات سیاستگذاری غذا
مؤسسهٔ بین‌المللی تحقیقات سیاست‌گذاری غذا (IFPRI) یک مرکز پژوهشی کشاورزی است که راه‌حل‌های سیاستی مبتنی بر پژوهش را برای کاهش پایدار فقر و پایان گرسنگی و سوء تغذیه در کشورهای در حال توسعه فراهم می‌کند. IFPRI در سال ۱۹۷۵ تأسیس شد و اکنون بیش از ۶۰۰ کارمند در بیش از ۵۰ کشور جهان از جمله چین، اتیوپی و هند دارد. این مؤسسه بستری را برای مشارکت جهانی در زمینهٔ تحقیقات سیاستگذاری غذا و کشاورزی فراهم کرده و عمدتاً بر روی کشورهای در حال توسعه در آمریکای مرکزی، آمریکای جنوبی، آفریقا و آسیا متمرکز شده‌است. IFPRI هر ساله نتایج حاصل از یافته‌های خود را از طریق صدها مقاله، بولتن، کنفرانس و سایر ابزارهای خلاقانه منتشر می‌کند. گزارش جهانی سیاست‌گذاری غذا یکی از معروف‌ترین خروجی‌های پژوهشی این مؤسسه است که در آن چالش‌ها و دستاوردهای سیاست‌گذاری غذا و کشاورزی را در کشورهای مختلف جهان در سال قبل مورد بررسی قرار می‌دهد.